# The Lake House (film)
The Lake House is een Amerikaanse speelfilm uit 2006 onder regie van Alejandro Agresti, en een nieuwe versie van de Zuid-Koreaanse film Il Mare.

## Verhaal
Een eenzame arts (Sandra Bullock), die ooit eigenaresse was van een huisje aan een meer, begint liefdesbrieven te schrijven aan de nieuwe bewoner van het huisje, een gefrustreerde architect (Keanu Reeves). Wanneer zij ontdekken dat ze een verschil van twee jaar tussen hun beider levens hebben, proberen ze dit mysterie te ontrafelen om hun ongewone romance te redden.

## Rolverdeling
- Sandra Bullock - Dr. Kate Forster
- Keanu Reeves - Alex Wyler
- Shohreh Aghdashloo - Dr. Anna Klyczynski
- Christopher Plummer - Simon Wyler
- Ebon Moss-Bachrach - Henry Wyler
- Willeke van Ammelrooy - Kate's moeder
- Dylan Walsh - Morgan
- Lynn Collins - Mona

## Trivia
- John Cusack was eerste keus voor de rol van Alex Wyler; hij wilde deze rol niet aannemen.